# Магінданао (мова)
Магінданао (магінданаон, маг. Basa Magindanawn, джаві باس مڬندنون‎) — одна з мов південнофіліпінської гілки філіппінської зони австронезійських мов. Поширена головним чином в провінції Магінданао, а також в інших районах Мінданао (Котабато, Південний Котабато, Султанат-Кударат та Південна Замбоанга) і в манільській агломерації.
Число носіїв — близько 1 млн чол. (Wiesenfeld 1999).
Ділиться на кілька діалектів: лайя, ілуд, субігай, іранун, тагакаванан. Найбільш подібні мови: маранао, іланун, взаєморозуміння на 60 — 90 %. Носії магінданао дуже погано розуміють тагальську і засновану на ній стандартизовану мову Філіпіно.